# Vanna (redskap)
Vanna är ett redskap för finrensning av säd, brukat främst i Östsverige med tyngdpunkt på Mälardalen.
Vannan är bred och skäppliknande och består av ett brett spån svept runt en träbotten med främre sidan framåtböjd. Redskapets spridning i Sverige har tillskrivits hansatidens köpmän. I övriga delar av landet har i stället ett dryftetråg används för samma procedur.